# Dipartimento di Capital (San Juan)
Capital è un dipartimento argentino, situato nella parte centro-meridionale della provincia di San Juan, con capoluogo San Juan, che è anche capitale provinciale.
Fondato il 1º ottobre 1886, esso confina a nord con il dipartimento di Chimbas, a est con quello di Santa Lucía, a sud con il dipartimento di Rawson e a ovest con quello di Rivadavia.
Secondo il censimento del 2001, su un territorio di 30 km², la popolazione ammontava a 112.778 abitanti.
Dal punto di vista amministrativo, il dipartimento consta di un unico municipio, che copre tutto il territorio dipartimentale, suddiviso in diverse localidades:
- Concepción
- Desamparados
- San Juan, sede municipale e del governo provinciale
- Trinidad